# 旭 (宮崎市)
旭（あさひ）とは、宮崎県宮崎市内の地名。中央東地域自治区に属している。2023年現在、旭1丁目・旭2丁目が設置されており、住居表示実施地域である。郵便番号は880-0803

## 地理
宮崎市の中央東地域自治区に属する。宮崎県道11号宮崎島之内線（旭通り）と宮崎県道341号宮崎港宮崎停車場線、県庁楠並木通りで囲まれた区域である。八幡通りより西が1丁目、東が2丁目となる。宮崎県庁分館や宮崎県警察本部、宮崎地方裁判所などがあり、行政の中枢地域である。
北を宮田町・別府町、東を瀬頭2丁目、南を川原町・松山1丁目、西を橘通東1丁目と接する。

## 歴史
- 1927年 - 大字上別府・大字瀬頭より旭通1-3丁目が誕生
- 1966年 - 旭通1-3丁目・宮田町1-2丁目・老松通1-2丁目を元に住居表示を実施し、旭1-2丁目が成立。同時に住居表示を実施した橘通東・瀬頭・松山が成立したため、旧旭通1-3丁目が消滅。

## 世帯数と人口
2023年（令和5年）8月1日現在の世帯数と人口は以下の通りである。
| 町丁    | 世帯数  | 人口  |
| ------- | ------- | ----- |
| 旭1丁目 | 234世帯 | 362人 |
| 旭2丁目 | 159世帯 | 304人 |

## 小・中学校の学区
市立小・中学校に通う場合、学区は以下の通りとなる。
| 町名 | 小学校             | 中学校             |
| ---- | ------------------ | ------------------ |
| 旭   | 宮崎市立宮崎小学校 | 宮崎市立宮崎中学校 |

## 交通

### バス
宮交グループの運営するバスが営業している。

### 道路
- 宮崎県道11号宮崎島之内線
- 宮崎県道341号宮崎港宮崎停車場線

## 施設
- 宮崎県庁（庁舎）[7]
  - 6号館
  - 7号館
  - 7号館小館
  - 宮崎県企業局庁舎
- 宮崎県警察本部
- 宮崎地方裁判所
- 福岡高等裁判所宮崎支部
- 宮崎家庭裁判所
- 宮崎簡易裁判所
- 宮崎市立宮崎小学校

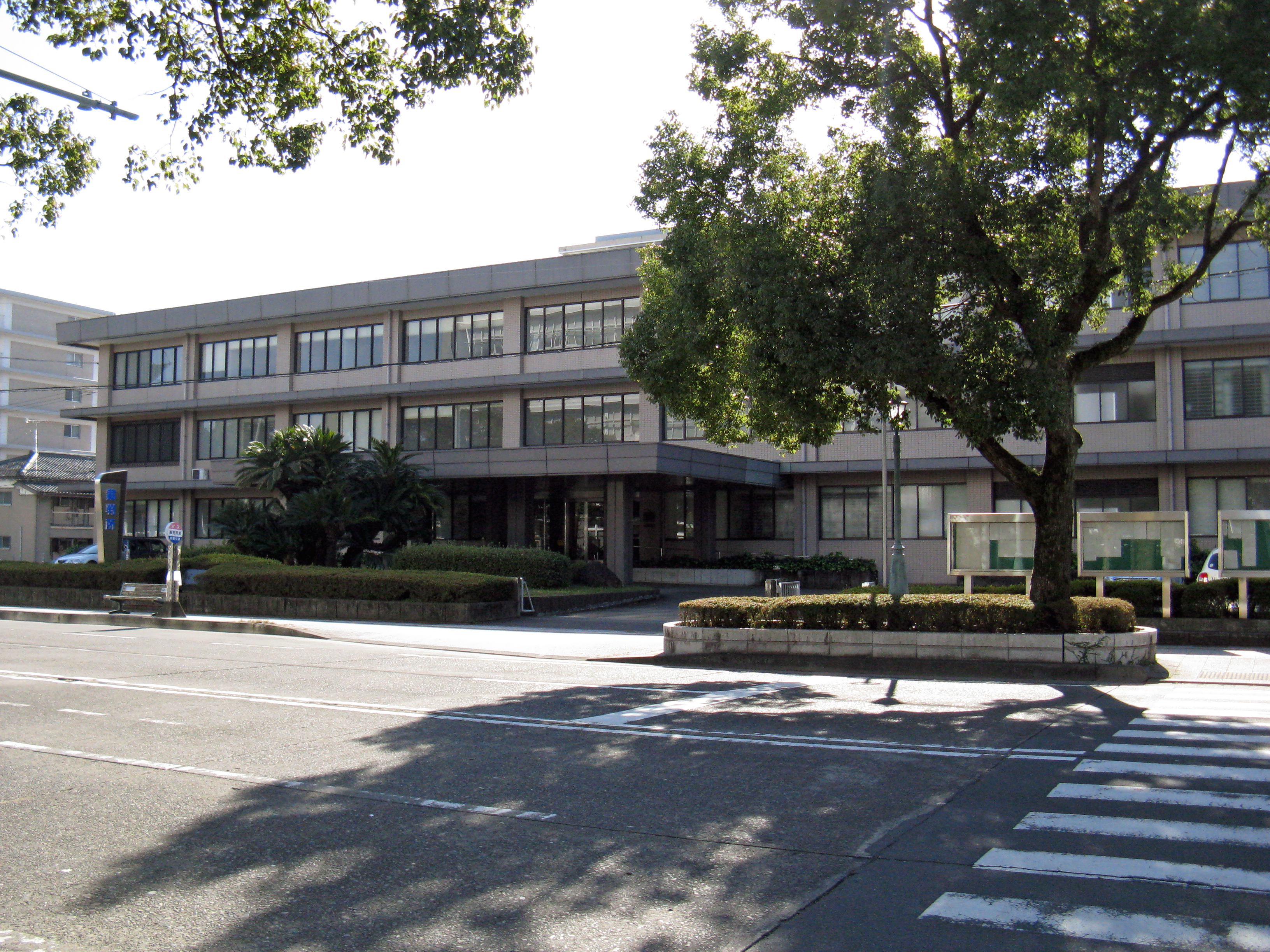
宮崎地方裁判所

- 宮崎市教育員会情報研修センタ－（宮崎市立ひなた中学校（夜間中学））